# 周羅睺
周 羅睺（しゅう らこう、542年 - 605年）は、南朝陳から隋にかけての軍人。字は公布。廬江郡尋陽県の出身。本貫は汝南郡安成県。東晋の犍為郡太守の周楚の末裔にあたる。

## 経歴
南朝梁の臨烝県侯の周法暠の子として生まれた。若くして騎射を得意とし、鷹や犬を好み、任侠と放蕩をこととした。従祖父の周景彦が勝手なふるまいを改めるよう説教したが、羅睺は素行を改めなかった。
南朝陳の宣帝のとき、軍功により開遠将軍・句容県令に任ぜられた。後に大都督の呉明徹の下で北斉軍と江陽で戦い、流れ矢をその左目に受けた。北斉軍が呉明徹を宿預で包囲すると、羅睺は馬を躍らせて突進し、太僕卿の蕭摩訶がかれを補佐して、南朝陳の軍は北斉軍に大勝した。太建9年（577年）、軍を徐州に進め、北周の梁士彦と彭城で戦い、敵陣を前に落馬した蕭摩訶を救援し、蕭摩訶を連れて重囲を突破した。太建10年（578年）、呉明徹が敗れると、羅睺は全軍を率いて帰還し、光遠将軍・鍾離郡太守に任ぜられた。太建11年（579年）、使持節・都督霍州諸軍事となった。山賊12洞を平定し、右軍将軍・始安県伯となり、総管検校揚州内外諸軍事をつとめた。賞与として受けた金銀3000両は、すべて将士に分配した。晋陵郡太守として出向し、爵位は侯に進んだ。太僕卿となり、まもなく雄信将軍の位を受けて、使持節・都督豫章十郡諸軍事・豫章郡内史となった。司法の手続きを官吏任せにせず、民衆はかれになついて頌徳碑を立てた。
至徳年間、持節・都督南川諸軍事となった。江州司馬の呉世興が「羅睺は人心をえており、嶺表で兵権を握れば、その意は予測しがたい」と言って、後主を惑わせた。蕭摩訶や魯広達らが羅睺を弁護した。このことを知って叛乱を勧める者があったが、羅睺はこれを拒んだ。建康に帰還すると、太子左衛率となり、深く信任されるようになった。都督湘州諸軍事として出向し、また召還されて散騎常侍となった。
禎明2年（588年）、隋の晋王楊広が南朝陳を攻撃すると、羅睺は南朝陳の都督巴峡縁江諸軍事となり、隋の秦王楊俊の軍をはばんで、長江を渡らせず、対峙すること1カ月を越えた。禎明3年（589年）、建康が陥落し、後主が隋軍に捕らえられると、楊広は後主に手ずから信書を書かせ、羅睺に投降をうながした。羅睺は諸将と3日にわたって議論し、軍を解散して、その後に降伏した。文帝が羅睺を慰めさとすと、羅睺は「臣は陳氏の厚遇を受けて、亡国に殉じることができなかった。富貴栄禄は臣の望むところではない」と泣いて答えた。その年の秋、羅睺は上儀同三司の位を受けた。冬、豳州刺史となり、まもなく涇州刺史に転じ、母の喪のため職を去った。後に再び豳州刺史として起用された。
開皇18年（598年）、文帝の高句麗遠征（隋の高句麗遠征）において、羅睺は召されて水軍総管となった。東萊から海をわたって平壌城に向かい、暴風に遭って、船の多くは漂流沈没して、功績を挙げることができないまま帰還した。開皇19年（599年）、突厥の達頭可汗が隋の北辺に侵入すると、羅睺は楊素の下で突厥を討った。敵陣が整わないうちに攻撃するよう楊素に上申して許され、自ら軽勇20騎を率いて敵陣を突き、南西から入って西に抜けた。隋軍の本隊はその混乱のうちに距離を詰め、接近戦に持ち込んで勝利をおさめた。羅睺の位は大将軍に進んだ。仁寿元年（601年）、東宮右虞候率となり、義寧郡公の爵位を受けた。右衛率に転じた。
仁寿4年（604年）、煬帝が即位すると、羅睺は右武候大将軍に任ぜられた。漢王楊諒が乱を起こすと、羅睺は楊素を補佐して乱の平定にあたり、位は上大将軍に進んだ。陳叔宝が死去すると、羅睺は哭礼への列席を願い出て、煬帝に許可された。旧主の遺体を墓所に送り、葬儀が終わると喪服を解いて入朝した。
大業元年（605年）、楊諒の残党が晋州・絳州などに拠って平定されていなかったので、羅睺は行絳晋呂三州諸軍事となり、兵を進めて残党を包囲した。流れ矢に当たって軍中で死去した。享年は64。柱国・右翊衛大将軍の位を追贈された。諡は壮といった。子の周仲隠は、唐の平輿県開国公の位にのぼった。

## 伝記資料
- 『隋書』巻65 列伝第30
- 『北史』巻76 列伝第64